# Vangio a Sido
Vangio a Sido (1. století) byli dva bratři z germánského kmene Kvádů, kteří se kolem roku 50 zmocnili vlády nad Vanniovým královstvím (Regnum Vannianum), které se rozkládalo na území mezi řekou Moravou a Váhem, Tacitus přímo uvádí Danuvium ultra inter flumina Marum et Cusum. Jednalo se o území dnešního západního Slovenska a pravděpodobně i příhraničí Moravy a Dolního Rakouska.
Vangio a Sido byli synové sestry Vannia, vládce Vanniova království. Vannius byl podle Tacita známý a oblíbený u svých krajanů, ale během dlouhé vlády se změnil v tyrana a nepřítele sousedních germánských kmenů, hlavně kmenové konfederace Lugiů a Hermundurů, kterým vládl Vibilius, a kteří ovládali území dnešní Moravy a Čech. Tyto kmeny se chystali Vannia s pomocí Vangia a Sida sesadit z trůnu. Římský císař Claudius se rozhodl zůstat mimo konflikt, a proto často udílel příkazy římskému pověřenci v Panonii Publiovi Histerovi, aby nezasahoval do sporu barbarských kmenů na severu od Dunaje a pouze v případě svržení Vannia, který byl spojenec Římanů mu mělo být poskytnuto útočiště v Panonii a bude-li třeba na obranu severních hranic Panonie vyslat legii římských vojáků, která by měla odstrašující účinek pro kmeny Lugiů a Hermundurů. K převratu nakonec opravdu došlo kolem roku 50, kdy Vangio a Sido spolu s hermundurským vládcem Vibiliem donutili Vannia prchnout do azylu v Panonii. Římané se poté stáhli na jižní stranu řeky Dunaj, obávali se zasahovat severněji. Území mezi Moravou a Váhem přitahovalo germánské kmeny kvůli bohatství, které se Vanniovi podařilo drancováním nashromáždit. Vlády nad územím rozpadajícího se království se ujali Vangio a Sido, kteří si území rozdělili mezi sebe. Sido byl u moci ještě v roce 69, kdy bojoval po boku Flaviovců spolu s Italikem, náčelníkem Cherusků, který se stal nástupcem Vangia.